# 達理指數

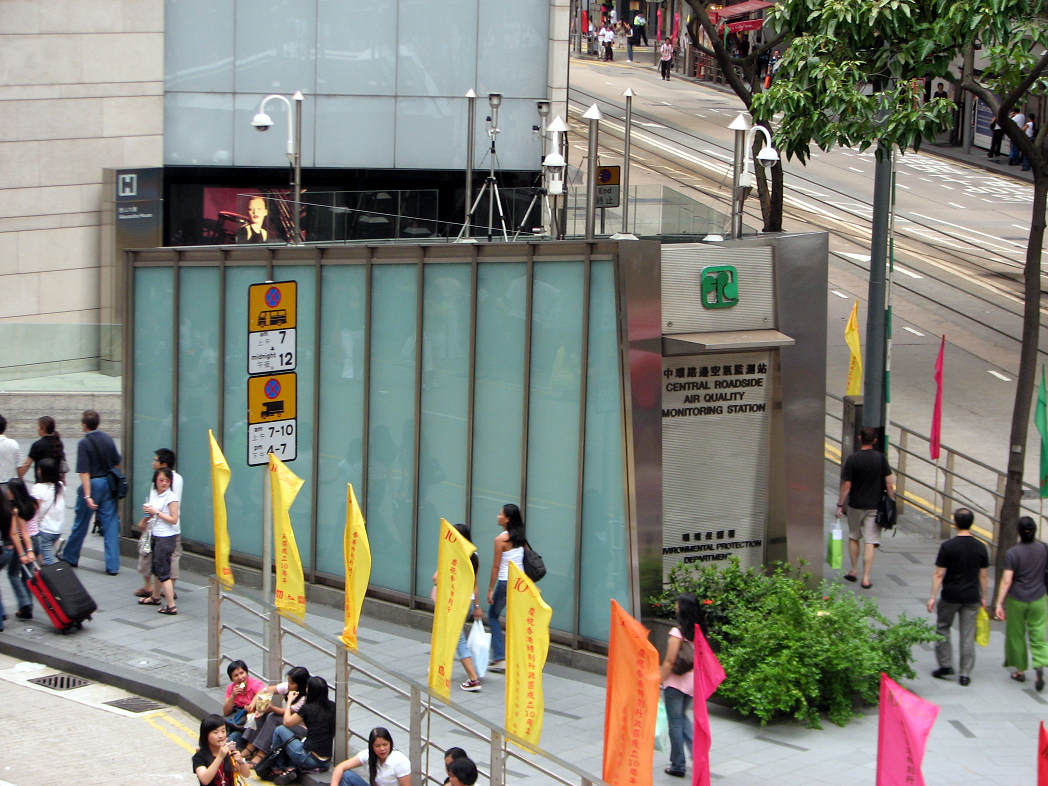
香港中環路邊空氣質素監測站，監測路邊的空氣污染水平

達理指數（Hedley Environmental Index）是一種量度香港空氣質素的評估方式，由香港大學公共衛生學院社會醫學系主席教授賀達理醫學博士（Dr. Anthony J Hedley, Chair Professor of Community Medicine）主導的研究小組創制，在 2008年推出。這指數以健康及金錢的損失來作表達方式，估計空氣污染損害香港市民健康的成本代價，並監察香港空氣質素的程度和空氣污染導致公共衛生所受損失的經濟成本。該指數會在「達理指數」網站 （页面存档备份，存于）上即時公佈 。達理指數推算由2004年1月1日起至2009年1月10日期間因空氣污染引致香港市民健康的成本代價和公共衛生所損失的經濟成本，香港總共損失為125億港元。

## 功能
目前，「達理指數」網站 （页面存档备份，存于）有兩種功能：
- 達理指數 （页面存档备份，存于）

該指數利用香港空氣污染和公共衛生的統計數據來推算每日因空氣污染導致香港市民額外求診次數、留院日數、提早死亡人數以及相關的金錢損失。「達理指數」展示市民因空氣污染導致的外部成本，因而突顯改善空氣質素會帶來的好處和利益。
- 污氣追蹤圖 （页面存档备份，存于）

該研究小組獲得香港環保署的空氣污染數據，並以時序圖表形式繪出香港環保署錄得的五種空氣污染物，包括直徑在十微米或以下的懸浮粒子（PM10）、直徑在二點五微米或以下的懸浮粒子（PM2.5）、二氧化氮（NO2）、二氧化硫（SO2）和臭氧（O3）即時的濃度，並跟世界衛生組織編制的空氣質素指引的濃度作出比較。而且，上述每一種空氣污染物在以往不同時段錄得的濃度也以圖表方式表達。

## 量度方式

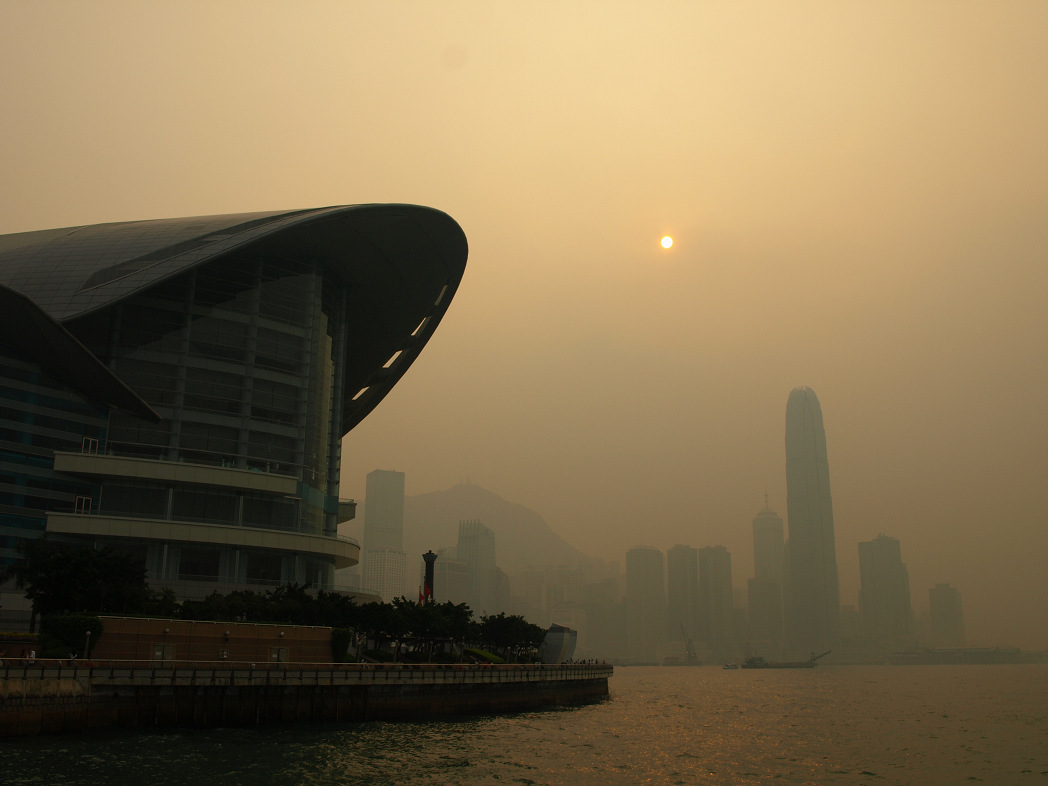
香港維多利亞港經常被空氣污染影響到海港的能見度

「達理指數」是以健康及金錢的損失作表達方式，來估計空氣污染損害市民健康的成本代價。
- 健康的損失

健康的損失乃根據因空氣污染超出世界衛生組織的指引來評估市民健康因空氣污染損害的經濟代價，包括因空氣污染導致的額外求診次數、額外留院日數、及額外死亡的數據。
- 金錢的損失

該指數推估跟空氣污染相關的醫療成本和因入院或死亡所導致的生產力損失。不過此估計並未包括預防病患、痛苦及死亡願付的代價。
在香港，空氣污染有可能引致市民生病而告病假，嚴重的甚至提早死亡。當中涉及生產力的損失和額外的醫療開支。而「達理指數」就是依據這些損失，以金錢價值的方式來顯示空氣污染對香港市民的影響程度。換言之，「達理指數」表達出香港空氣污染的即時成本代價。  

### 計算方法

#### 成本代價
「達理指數」利用香港過往多項空氣污染與患病或死亡的關係的研究，推算出當空氣污染水平超越世界衛生組織指引的標準時所引致的社會生產力的損失、醫療成本及死亡數字。 而且，該指數以香港環保署每小時的空氣污染數據為基礎推算每小時的健康代價，並將這些每小時的代價數值相加起來，計算在不同年、月、日內空氣污染的總代價成本。

#### 健康的代價
這指數採用已在國際級的醫學及環境科學文獻上發表過的研究結果，分別是：
- 採用香港中文大學黃子惠教授的研究結果來推算因空氣污染導致求診次數增加的估值
- 接納一個由香港及倫敦大學聯合研究的結果來估計留醫床位日數的風險估值
- 提早死亡人數的估值則是採用來自幾個使用了政府統計處註冊死亡資料的研究分析。

「達理指數」利用了以上三類數值估計健康損失：
- 私家及公立門診中，與空氣污染相關的普通科醫生的額外求診數字。
- 私立及公立醫院中，與空氣污染相關的呼吸系統疾病及心臟血管疾病的額外留醫床位日數。
- 所有年齡組別中，與空氣污染相關的額外非意外死亡數字。

根據科學研究結果指出，空氣污染與病亡有正比關係。當空氣污染程度上升時，會有更多的病亡個案。基於世衛指引，比較污染水平高及低時的死亡及疾病數字之差別，再計算出額外的死亡數字、入院病床日數及求診數字，然後計算出「達理指數」。

#### 採用的世衛指引
世界衛生組織空氣質素指引是世界衛生組織為保障公眾健康所訂下的空氣質素標準。世衛指引並非各國政府必須執行的標準，然而這些標準是基於最新的健康與空氣之科學研究成果而提出的。根據世衛指引，不同的污染物有不同的指引。
「達理指數」採用了兩種世衛空氣質素的指引，分別是全年計及小時計的指引。
全年計指引是一般性較安全的水平，故此全年平均的空氣污染不應超出這指引。此外，小時計指引則是比較寬鬆的短暫時間接觸下較安全的水平，所以此指引的作用是保障我們避免在短暫時間中暴露的高污染水平，但並非代表長期暴露於這小時計指引的污染水平是安全的。

## 香港空氣污染指數問題
「香港空氣污染指數」是香港環境保護署的一個空氣污染水平報導系統用來表達香港空氣污染的程度。 此指數將幾種在空氣中的污染物濃度而轉化成一個介乎0至500的數值。 目前，香港環境保護署將其空氣質素監測站網絡記錄空氣中可吸入懸浮粒子、二氧化硫、一氧化碳、臭氧和二氧化氮濃度轉化為0至500的數字。 而指數100相當於香港空氣污染管制條例所制定的空氣質素短期指標。 當空氣污染指數超出 100時，代表有一種或以上污染物質的濃度超過保障市民健康的水平。   
然而，賀達理博士（Dr. Anthony Hedley）主導的研究小組認為：
- 香港空氣污染指數的標準是以二十多年前的空氣污染和健康關係的數據為基礎制訂。 香港政府可能認為短期內無法達到新標準而不願修改。 這個指數因未有跟隨新世衛空氣質素指引的出現而修改，已經顯得過時。 而且，二十多年前的空氣質素指標並未反映現今最新有關空氣污染和健康關係的研究證據。 這指數並沒提示健康風險或健康受損可避免的程度。
- 相反地，「達理指數」則參考最新的世衛空氣質素指引，估計空氣污染損害健康所導致的經濟損失，從而傳遞健康風險訊息；可以用金錢來衡量空氣污染對社群帶來的損失的時候，提醒香港政府針對控制污染源頭的排放量及採用世衛指引以解決香港空氣污染的問題是急不容緩的。[17]

## 參看
- 空氣質素
- 空氣污染
- 環境保護
- 香港空氣污染指數
- 空气污染指数
- 香港環境保護署
- 世界衛生組織
- 香港生態#空氣污染
- 藍天行動

## 外部連結
- 達理指數（官方網站） （页面存档备份，存于）
- 香港大學公共衛生學院（官方網站） （页面存档备份，存于）
- 香港環境保護署（官方網站） （页面存档备份，存于）